# 珠子河
珠子河，古称蒙江、恰库河、奇雅库河，位于中华人民共和国吉林省靖宇县中部，是头道松花江左岸支流，发源于靖宇县西部龙岗山脉大四方顶子峰东北谷，蜿蜒东北流经蒙江乡四海村、龙泉镇大北山村、蒙江乡义胜村、县城靖宇镇、蒙江乡珠子河村等地，最后于三道湖镇下马当村东南汇入头道松花江。河长80.3千米，河道平均比降5‰，落差288米，流域面积953平方千米。年均径流量4.1亿立方米。珠子河沿河两岸灌木、次生林交相辉映，森林覆盖率80%以上。上游地区拥有丰富的矿泉水资源，农夫山泉、恒大冰泉、娃哈哈、康师傅等中国国内主要矿泉水生产商均在此设有水厂。2001年4月，吉林省政府批准建立“长白山天然矿泉水靖宇水源保护区”，成为中国第一个为保护天然矿泉水而成立的省级保护区。